# Ethnies au Japon
Selon les statistiques du recensement de 2018, 97,8 % de la population du Japon est japonaise, le reste étant des ressortissants étrangers résidant au Japon. Le nombre de travailleurs étrangers a considérablement augmenté ces dernières années[Quand ?] en raison du vieillissement de la population et du manque de main-d'œuvre. Un article de presse publié en 2018 indique qu'environ 1 jeune sur 10 résidant à Tokyo est un étranger.

## Démographie

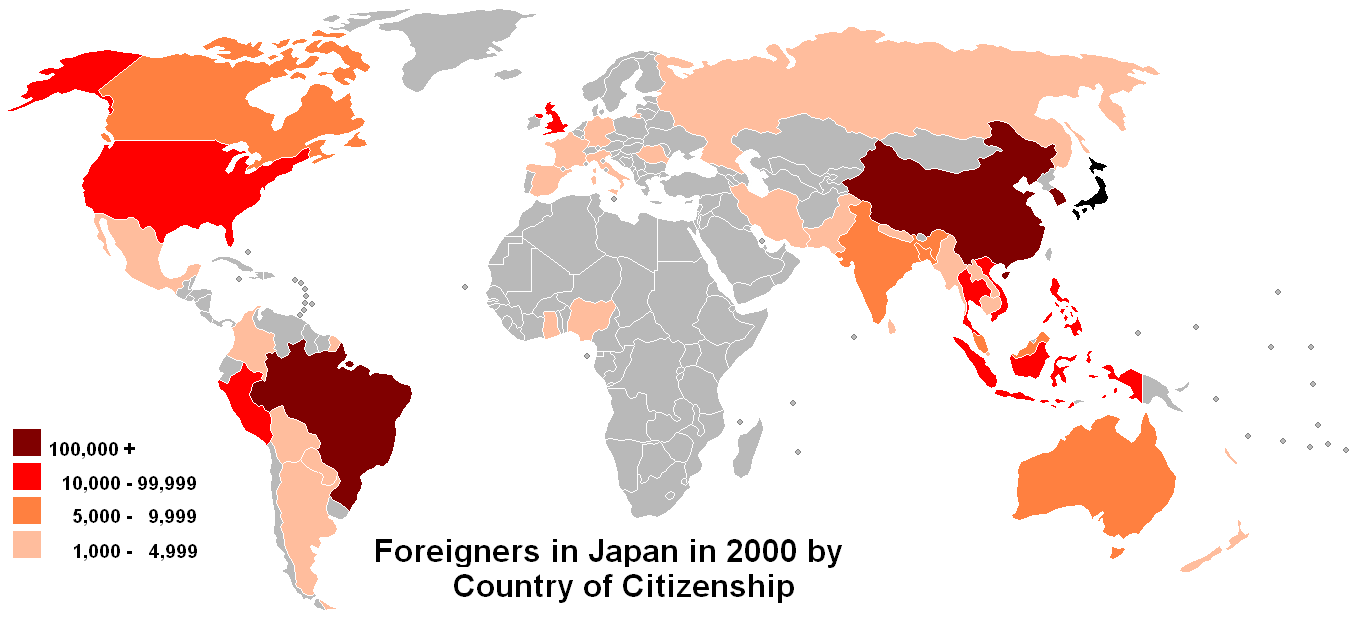
Citoyenneté des étrangers résidents Japon en 2000.
Source : Bureau des statistiques du Japon

Environ 2,2 % de la population totale résidente légalement au Japon est étrangère. Parmi celle-ci, selon les données de 2018 du gouvernement japonais, on trouve, :
| Nationalité           | Nombre    | Pourcentage de     | Pourcentage de    |
| Nationalité           | Nombre    | Citoyens étrangers | Population totale |
| --------------------- | --------- | ------------------ | ----------------- |
| Chine                 | 764 720   | 28,3 %             | 0,64 %            |
| Corée du Sud + Chōsen | 479 198   | 17,7 %             | 0,40 %            |
| Viêt Nam              | 330 835   | 12,3 %             | 0,28 %            |
| Philippines           | 271 289   | 10,0 %             | 0,23 %            |
| Brésil                | 201 865   | 7,5 %              | 0,17 %            |
| Népal                 | 88 951    | 3,3 %              | 0,07 %            |
| Taïwan                | 60 684    | 2,2 %              | 0,05 %            |
| États-Unis            | 57 500    | 2,1 %              | 0,04 %            |
| Indonésie             | 56 346    | 2,1 %              | 0,04 %            |
| Thaïlande             | 52 323    | 1,9 %              | 0,04 %            |
| Pérou                 | 48 362    | 1,8 %              | 0,04 %            |
| Inde                  | 35 419    | 1,3 %              | 0,03 %            |
| Birmanie              | 26 456    | 1,0 %              | 0,02 %            |
| Sri Lanka             | 25 410    | 0,9 %              | 0,02 %            |
| Royaume-Uni           | 17 943    | 0,7 %              | 0,02 %            |
| Pakistan              | 16 198    | 0,7 %              | 0,02 %            |
| Bangladesh            | 15 476    | 0,6 %              | 0,02 %            |
| France                | 13 355    | 0,5 %              | 0,01 %            |
| Cambodge              | 12 174    | 0,5 %              | 0,01 %            |
| Autres                | 635 787   | 23,6 %             | 0,50 %            |
| Total (2018)          | 2 731 093 | 100 %              | 2,2 %             |

Les chiffres ci-dessus n'incluent pas les quelque 30 000 militaires américains stationnés au Japon et ne tiennent pas compte des immigrants illégaux. Les statistiques ne prennent pas non plus en compte les groupes minoritaires qui sont des citoyens japonais tels que les Aïnous (un peuple aborigène vivant principalement à Hokkaido), les Ryukyuans (venant des îles Ryukyu au sud de l'archipel), les citoyens naturalisés issus de milieux coréens ou chinois (entre autres), et les citoyens descendants d'immigrants. La population totale résidente légalement au Japon en 2012 est estimée à 127,6 millions.

## Peuples autochtones japonais

### Aïnous
Les Aïnous sont un peuple indigène, originaire d'Hokkaido et du nord-est de Honshu. On les trouve également en Russie, sur l'île de Sakhaline et sur les îles Kouriles, qui faisaient autrefois partie de l'Empire japonais, ainsi que sur la péninsule du Kamtchatka. Ils possèdent un alphabet et une langue distincts du japonais moderne, ils n'utilisent pas les kanjis mais l'alphabet katakana. Ils pratiquaient traditionnellement le tatouage et suivaient des croyances religieuses animistes.

### Insulaires de Bonin
Les Insulaires de Bonin sont un groupe ethnique originaire des îles Bonin, également appelées îles Ogasawara, qui font partie de la préfecture métropolitaine de Tokyo. Ce sont des descendants d'Européens, de Polynésiens et de Kanaks qui ont colonisé Haha-jima et Chichi-jima au XVIIIe siècle. Ils parlent un dialecte anglais, appelé anglais Bonin, et ont traditionnellement pratiqué le christianisme. Le statut juridique des Insulaires de Bonin changea de nombreuses fois au fil des ans, passant entre les juridictions des États-Unis et du Japon pendant et après la Seconde Guerre mondiale, forçant alors ceux-ci à quitter leur foyer. Certains ont immigré aux États-Unis, trouvant plus facile de s’intégrer dans une culture occidentale anglophone plutôt que dans une culture asiatique japonaise. Aujourd'hui[Quand ?], il reste environ 200 Insulaires de Bonin au Japon, certains portant encore le nom de famille des colons d'origine du XVIIIe siècle.

### Yamato
Le peuple Yamato est le groupe ethnique indigène majoritaire du Japon. En raison de leur nombre, le terme « Yamato » est souvent utilisé de manière interchangeable avec le terme « Japonais ». Cependant, d'autres groupes ethniques originaires du Japon et génétiquement distincts des Yamato existent.

### Ryukyuans
Les Ryukyuans (également appelés Lewchewan) sont un peuple autochtone originaire des îles Ryūkyū. Il existe différents sous-groupes de l'ethnie Ryukyuan, à savoir les peuples d'Okinawa, d'Amami, de Miyako, de Yaeyama et de Yonaguni. Leurs langues constituent le groupe des langues ryūkyū considéré comme l'une des deux branches de la famille des langues japoniques, l'autre étant le japonais et ses dialectes. Les Ryukyuans ont une culture spécifique avec des éléments matriarcaux, une religion indigène et une cuisine où le riz a été introduit assez tardivement (au XIIe siècle).

## Philippins
Les Philippins du Japon formaient une population de 202 592 personnes fin 2007, ce qui en fait la troisième communauté étrangère du Japon avec les Brésiliens, selon les statistiques du ministère de la Justice. En 2006, les mariages entre Japonais et Philippins étaient les plus fréquents de tous les mariages internationaux au Japon. Au 12 mars 2011, la population philippine du Japon était de 305 972.

## Coréens
Les Coréens du Japon (également appelés Zainichi en japonais) sont la cinquième plus grande minorité ethnique du pays. La plupart d'entre eux sont arrivés au début du XXe siècle.
En 2012, il y avait 530 421 Coréens vivant au Japon mais qui n'étaient pas des citoyens japonais.

## Chinois
Les Chinois du Japon sont l'une des plus grandes minorités ethniques au Japon. Ils représentent 0,52 % de la population japonaise. Les Chinois sont principalement concentrés dans les régions d'Osaka, de Tokyo et de Yokohama.

## Brésiliens
Il existe une importante communauté de Brésiliens au Japon, celle-ci représente la deuxième plus grande communauté brésilienne en dehors du Brésil. Ils constituent également la plus grande communauté lusophone en Asie, avant celle des anciennes colonies portugaises du Timor oriental, de Macao et de Goa toutes réunies. De même, le Brésil abrite la plus grande communauté japonaise en dehors du Japon.

## Péruviens
Des Péruviens vivent au Japon, certains d'entre eux vivaient au Pérou lorsque le pays a ouvert ses portes aux travailleurs étrangers. Alberto Fujimori est un exemple de nippo-péruvien.

## Vietnamiens
Plus de 300 000 Vietnamiens vivent au Japon en octobre 2018.